# Donald-Olivier Sié
Donald-Olivier Sié (* 3. April 1970 in Abidjan) ist ein ehemaliger ivorischer Fußballspieler.

## Karriere

### Verein
Sié begann seine Karriere in den 1980er Jahren beim ASEC Mimosas (ASEC Abidjan) und wurde zum linken Flügelspieler ausgebildet. 1996 ging er das erste Mal ins Ausland und absolvierte eine Saison bei den japanischen Nagoya Grampus Eight. Nach seiner Rückkehr an die Elfenbeinküste setzte er seine sportliche Laufbahn beim ASEC Mimomas fort, mit dem er 1998 die ivorische Meisterschaft gewann und an der CAF Champions League teilnahm. Ein Jahr zuvor war er zum besten Spieler der Elfenbeinküste gewählt worden.
Die Saison 1998/99 verbrachte Sié beim FC Toulouse in der Ligue 1. Unter seinem Trainer Alain Giresse, der Guy Lacombe während der Saison abgelöst hatte, wurde er zehnmal eingesetzt. Die weiteren Stationen waren der Racing Club de Paris (1999/2000), Stade Reims (2000/01) und SC Tinqueux (2001/02). 2010 beendete er seine Karriere beim JS Cugnaux.

### Nationalmannschaft
Sié machte am 19. August 1990 sein erstes Spiel für die ivorische Nationalmannschaft, mit der er 1992, 1994, 1996, 1998 und 2000 an der Fußball-Afrikameisterschaft teilnahm. Dabei erzielte er 1992 ein Tor im Spiel gegen Sambia. Bei der Afrikameisterschaft 2000 konnte sich die Elfenbeinküste nicht für das Viertelfinale qualifizieren. Sein letztes Spiel für die Ivorer absolvierte Sié im Jahr 2000.

## Erfolge
Elfenbeinküste
- Gewinn der Afrikameisterschaft: 1992

ASEC Mimosas
- Ivorischer Meister: 1990, 1991, 1992, 1993, 1994, 1995, 1998